# Tanggulun (Kadungora)
Tanggulun is een bestuurslaag in het regentschap Garut van de provincie West-Java, Indonesië. Tanggulun telt 5116 inwoners (volkstelling 2010).